# Orem
Orem är en ort i den amerikanska delstaten Utah och förort till Salt Lake City. I staden finns Utah Valley University. Staden ligger vid Mount Timpanogos och Utahsjön, i närheten av Provo. Staden har tidigare hetat Sharon och Provo Bench. 2010 uppmättes invånarantalet till 88 328.
Bandet The Used kommer från Orem.

### Fotnoter
1. ↑  ”Orem city, Utah” (på engelska). American Factfinder. 13 mars 2010. Arkiverad från originalet den 12 februari 2020. https://archive.today/20200212234526/http://factfinder.census.gov/faces/nav/jsf/pages/community_facts.xhtml#none. Läst 11 september 2015.